# Ingolf Gorges
Ingolf Gorges, detto Ingo (Magdeburgo, 8 aprile 1940 – Berlino, 24 maggio 2008), è stato un attore, doppiatore e conduttore radiofonico tedesco.

## Biografia
Dopo aver lasciato la scuola all'età di 14 anni, Gorges iniziò a lavorare come minatore di rame nella regione del Mansfelder Land. 
Dal 1958 al 1961, frequentò un corso di recitazione alla Hochschule für Film und Fernsehen di Potsdam-Babelsberg. 
Lavorò al Theater der Freundschaft (oggi Theater an der Parkaue), al Deutsches Theater, al Friedrichstadtpalast e, dal 1969, divenne membro del gruppo di attori della televisione della DDR, partecipando a numerose serie e film del servizio televisivo della DDR e della DEFA.
Dopo essersi trasferito a Berlino Ovest, Gorges lavorò come speaker per la stazione radiofonica RIAS. Fu attivo in vari teatri, tra cui quelli di Colonia, Francoforte sul Meno e al Renaissance-Theater di Berlino Ovest, nonché con i Stachelschweine e la Komödie. Gorges intraprese numerosi tour, anche in Svizzera e Austria, ad esempio con Sappho sotto la direzione di Wolfgang Liebeneiner, Amadeus sotto Gerhard Klingenberg e Gefährliche Liebschaften sotto la regia di Manfred Wekwerth. Partecipò anche agli spettacoli delle Karl-May-Festspiele. Di tanto in tanto, Gorges prese parte a produzioni cinematografiche e televisive, lavorando anche come doppiatore. 
Gorges morì il 24 maggio 2008 all'età di 68 anni a Berlino. Fu sepolto nel Waldfriedhof Zehlendorf.

## Filmografia

### Cinema
- Verwirrung der Liebe - regia di Slatan Dudow (1959)
- Das Leben beginnt - regia di Heiner Carow (1960)
- For Eyes Only - regia di János Veiczi (1963)
- Wege übers Land - regia di Martin Eckermann (1968)
- Intrigo a San Pietroburgo (Midnight in Saint Petersburg) - regia di Douglas Jackson (1996)

### Televisione
- Das Rabauken-Kabarett - regia di Werner W. Wallroth - film TV (1961)
- Oh, diese Jugend - regia di Georg Leopold - film TV (1962)
- Ho sposato tutta la famiglia (Ich heirate eine Familie) - serie TV (1984)
- La clinica della Foresta Nera (Die Schwarzwaldklinik) - serie TV (1985)
- L'arca del dottor Bayer (Ein Heim für Tiere) - serie TV (2 episodi) (1985,1922)
- Detektivbüro Roth - serie TV (1986)
- Il commissario Quandt (Ein Mord für Quandt) - serie TV (1997)

## Doppiaggio

### Cinema
- Jean-Pierre Léaud in Non drammatizziamo... è solo questione di corna
- Bernard Giraudeau in Bilitis
- Denis Lawson in Guerre stellari, Il ritorno dello Jedi
- Sal Borgese in Poliziotto superpiù
- John Candy in The Blues Brothers - I fratelli Blues
- L.Q. Jones in Predator
- Martin Mull in Mrs. Doubtfire - Mammo per sempre

### Televisione
- David Lynch in I segreti di Twin Peaks
- John Aniston in Il tempo della nostra vita
- John Rubinstein in The Practice - Professione avvocati
- Gordon Clapp in Ghost Whisperer - Presenze